# Szrenica
Szrenica es una montaña situada en la parte occidental de Karkonosze en la frontera polaca y checa en el Parque Nacional de Karkonosze. Su nombre proviene de la palabra polaca szron (heladas). Hay una estación meteorológica situada cerca de la cumbre. El pico está deforestado, tanto en el sur como en el norte se usa intensivamente para el esquí. El aumento de la elevación en comparación con la cordillera principal es de aproximadamente 60 m.